# Jefferson County (Idaho)
Jefferson County is een county in de Amerikaanse staat Idaho.
De county heeft een landoppervlakte van 2.836 km² en telt 19.155 inwoners (volkstelling 2000). De hoofdplaats is Rigby.